# Hellenocarum strictum
Hellenocarum strictum är en växtart i släktet Hellenocarum och familjen flockblommiga växter. Den beskrevs av August Grisebach och fick sitt nu gällande namn av Ralf Hand.
Arten är bienn och förekommer från sydöstra Italien till Balkan och sydvästra Bulgarien.